# Nguôn
Le nguôn ou ngouan est une langue austroasiatique parlée au Viêt Nam et au Laos par 1 760 personnes en 2007. Il s'agit de la langue des Nguôns. Cette langue est décrite comme menacée d'extinction par Ethnologue et ELP,
.

## Classification
Le nguôn est une langue austroasiatique, du sous-groupe des langues viétiques.
Plus précisément, il appartient aux langues muongiques (avec le muong et le bo), elles-mêmes appartenant au sous-sous-groupe viêt-muong des langues viétiques,.